# Ronse
Ronse (fr. Renaix) – miasto w północno-zachodniej Belgii, w Regionie Flamandzkim, w prowincji Flandria Wschodnia, w okręgu Oudenaarde. Liczy 27 356 mieszkańców (1 stycznia 2024).
W mieście rozwinął się przemysł włókienniczy.

## Podział administracyjny
W skład miasta nie wchodzi żadna dzielnica (deelgemeente).

## Współpraca
Miejscowości partnerskie:
- Jablonec nad Nysą, Czechy
- Kleve, Niemcy
- M'saken, Tunezja
- Saint-Valery-sur-Somme, Francja
- Sandwich, Wielka Brytania